# Persicaria hosseusii
Persicaria hosseusii är en slideväxtart som beskrevs av Leveille. Persicaria hosseusii ingår i släktet pilörter, och familjen slideväxter. Inga underarter finns listade i Catalogue of Life.